# Ulla Hellstrand Tang
Ulla Hellstrand Tang, född 1956, är en svensk överortopedingenjör och forskare verksam vid Sahlgrenska akademin och Sahlgrenska Universitetssjukhuset. Hon är känd för sin forskning om prevention av fotsår och amputation vid diabetes, utveckling av digitala verktyg som D-Foot, samt hållbar medicinteknik inom fotvård.

## Forskning
Hellstrand Tang har genomfört kliniska studier kring individanpassade och prefabricerade fotinlägg. I en randomiserad tvåårsstudie visade hon att individanpassade inlägg gav signifikant lägre tryck under hälen jämfört med prefabricerade, vilket minskade risken för fotsår och amputation.
Hon har även deltagit i en hållbarhetsanalys av olika inläggssystem, där prefabricerade inlägg visade sig vara mer kostnadseffektiva och ekologiskt hållbara, samtidigt som fler patienter kunde behandlas. 

## Digitala verktyg och e-hälsa
Hellstrand Tang är en av utvecklarna bakom D-Foot, ett digitalt beslutstödsverktyg för riskbedömning av fotsår vid diabetes. Det kan användas inom både primär- och specialistvård och bygger på en strukturerad undersökning.  
Hon är också medutvecklare till e-hälsotjänsten MyFoot Diabetes, som ger personanpassad rådgivning för egenvård baserat på patientens riskprofil. 

## Hälsoekonomi och jämlik vård
Hellstrand Tang har undersökt regionala skillnader i tillgång till fotvård i Sverige, särskilt inom Västra Götalandsregionen. Hon har lett projekt som Digital bedömning av fötter vid diabetes och IT-TÅget, med syfte att förbättra jämlik tillgång till förebyggande fotvård.

## Populärvetenskapligt engagemang
Under 2016–2017 genomförde Hellstrand Tang initiativet Hoj17, en 250 mil lång cykeltur genom Sverige i samarbete med diabetesföreningar. Syftet var att uppmärksamma ojämlik tillgång till förebyggande fotvård. Projektet ledde till ökad politisk medvetenhet och regionala strategier för fotundersökning i primärvården.